# Bitwa pod Łagowem (1287)
Bitwa pod Łagowem (1287) – bitwa stoczona zimą 1287 pomiędzy wojskami księcia krakowskiego Leszka Czarnego a wojskami mongolsko–ruskimi pod dowództwem Telebogi podczas III najazdu mongolskiego na Polskę w XIII wieku.
Na początku grudnia 1287 roku północna armia wojsk mongolskich pod dowództwem Telebogi wkroczyła pokonując zamarznięty San i Wisłę do ziemi sandomierskiej. Nie podejmując próby zdobycia dobrze umocnionego Sandomierza Teleboga rozpuścił swoje zagony po całej ziemi sandomierskiej. Działania wojsk tatarskich cechowała nerwowość i pośpiech. Nie ma żadnych przekazów świadczących o zdobyciu przez Tatarów jakiegoś ważnego umocnionego miejsca. Wiadomo, że Teleboga podszedł pod Łysą Górę. Z tą fazą działań wojsk tatarskich wiąże się przekaz, że bliżej nieokreślone wojska polskie pod dowództwem Leszka Czarnego uderzyły na najeźdźców w rejonie Łagowa w Górach Świętokrzyskich, zadając im dotkliwą klęskę. Według historyków nie można odrzucać tej relacji. Podczas pierwszej fazy najazdu do 20 grudnia 1287 roku książę krakowski przebywał poza Wawelem i z dużą dozą prawdopodobieństwa można przyjąć, że organizował i kierował obroną kraju. Później, po otrzymaniu informacji o wtargnięciu do Małopolski kolejnej, południowej armii wojsk mongolskich pod dowództwem Nogaja, Leszek Czarny wycofał się z ziemi sandomierskiej do Krakowa, szykując obronę stolicy Polski.